# Crater (constelación)
Crater o la Copa es una pequeña constelación en el hemisferio celeste sur. Su nombre es la latinización del crátera griego, un tipo de taza utilizada para diluir el vino. Es una de las cuarenta y ocho constelaciones enumeradas por el astrónomo del siglo II, Ptolomeo, representa una taza que se ha asociado con el dios Apolo y se encuentra en la parte posterior de la serpiente de agua Hidra.
No tiene estrellas con un brillo superior a la cuarta magnitud. Las dos más resplandecientes, Delta Crateris de 3.56 m y Alpha Crateris de 4.07 m, son gigantes naranjas que envejecen y son más frías y más grandes que el Sol. Beta Crateris es un sistema estelar binario compuesto por una estrella gigante blanca y una enana blanca. Se han encontrado siete sistemas estelares para albergar planetas. Algunas galaxias, entre ellas Crater 2 y NGC 3981, y un cuásar se encuentran dentro de los límites de la constelación.

## Mitología

### Babilonia y Grecia

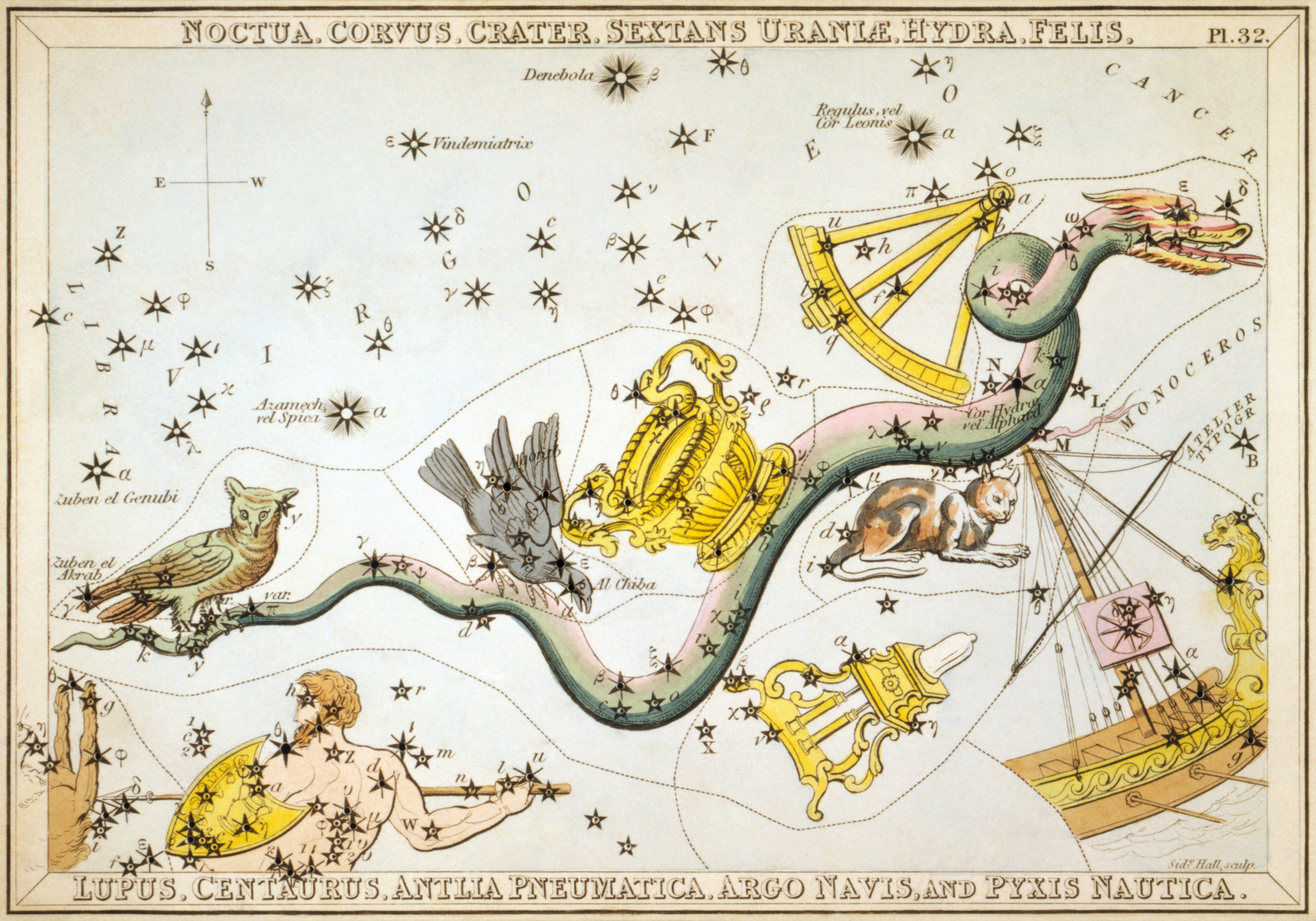
Corvus, Crater y otras constelaciones vistas alrededor de Hidra desde el Urania's Mirror (1825).

En los catálogos de estrellas de Babilonia que datan de al menos 1100 a. C., las estrellas de Crater fueron posiblemente incorporadas con las del Corvus en el Cuervo babilónico (MUL.UGA.MUSHEN). El científico británico John H. Rogers observó que la constelación contigua, Hidra, era Ningishzida, el dios del inframundo en el compendio babilónico MUL.APIN. Por otro lado, propuso que Corvus y Crater —junto con la serpiente de agua Hidra— eran símbolos de muerte y marcaban la puerta al inframundo. Corvus y Crater también aparecen en la iconografía del mitraísmo, que se cree que surgió en Oriente Próximo antes de extenderse a las antiguas Grecia y Roma.
El catasterismo de la Copa, según la mitología griega, y en palabras de Eratóstenes, toma su origen de un suceso notable. Es que el cuervo recibe honor al lado de Apolo, pues hay un pájaro característico de cada dios. Cuando celebraban un sacrificio los dioses fue enviado a traer agua para la libación de una fuente, pues éste era el líquido más sagrado con anterioridad a que apareciese el vino. Viendo junto a la fuente una higuera que tenía cabrahigos, se quedó allí hasta que maduraran. Después de un número largo de días, cuando ya estaban a punto, se comió los higos y, al comprender su error, agarró la hidra (serpiente acuática) que habitaba en la fuente y se la llevó junto con la cratera, asegurando que aquélla consumía cada día el agua que salía de la fuente. Apolo, que sabía la verdad, al cuervo le impuso como castigo vivir entre los hombres y pasar sed durante este tiempo prolongado, según dejó dicho Aristóteles en sus libros sobre los animales. Arquelao habla también de forma semejante en sus Seres de naturaleza singular. Y, para dejar un recuerdo claro de su ofensa contra los dioses, creó sus imágenes y situó entre los astros la Hidra, la Cratera y el Cuervo, que no puede beber ni acercársele.
Filarco atribuyó un origen diferente a la Copa en sus escritos. Contó cómo la ciudad de Eleusa, en el Quersoneso cario, y cerca de Troya, estaba aquejada por la peste. Su gobernante, Demofonte, consultó a un oráculo, que decretó que una doncella debía ser sacrificada cada año para poner fin a la epidemia. Demofonte declaró que elegiría a la doncella por sorteo, pero no incluyó en él a sus propias hijas. Un noble, Mastusio, objetó y se negó a que su hija participase en la elección si no lo hacían también las de Demifón; este, contrariado, sacrificó sin más a la descendiente del descontento. Más tarde, Mastusio mató en venganza a las hijas de Demofonte y le dio a este una mezcla de su sangre y vino de una taza, como parte de la ceremonia de sacrificio que había preparado. Al descubrirlo, el rey ordenó que Mastusio y la copa fueran arrojados al mar. Crater sería, en esta versión, la copa sacrificial. Y otra versión más nos dice que es el cuenco que utilizó Icario cuando mostró vino a los hombres, y otros más dicen que la vasija es aquella a la que arrojaron a Ares de manos de Oto y Efialtes.

### En otras culturas
En la astronomía china, las estrellas de Crater se encuentran dentro de la constelación del ave del sur Bermellón —en chino: 南方朱雀, Nánfāng zhūquè—. Junto con algunas de la Hidra, forman a Yi, una figura con forma de araña de veintidós estrellas que representa las alas del pájaro. Yi también denota la mansión lunar número 27. Alternativamente, también representa a Houyi, un arquero heroico; su arco lo componen estrellas de la constelación de Hidra. En las islas de la Sociedad, la constelación de Crater se llamó Moana-'ohu-noa-'ei-ha'a-moe-hara —en español: ‘vórtice del océano para perder el crimen’—.
Es posible que, durante la Edad Media, el movimiento de esta constelación y su ubicación cerca de Virgo y de la estrella Arturo, inspirase la leyenda del Santo Grial, según propuso en 2019 el investigador español Fernández Pousada. En efecto, la palabra Grial de las lenguas romances proviene del latín crātēr.

## Características
Crater cubre 282.4 grados cuadrados y por lo tanto el 0.685 % del cielo y ocupa el puesto 53 de las 88 constelaciones en la clasificación por extensión. Limita con Leo y Virgo al norte, Corvus al este, Hidra al sur y al oeste, y Sextans al noroeste. La abreviatura de tres letras para la constelación, adoptada por la Unión Astronómica Internacional (UAI) en 1922, es «Crt». Los límites oficiales de la constelación, establecidos por Eugène Delporte en 1930, están definidos por un polígono de seis segmentos (ilustrado en la infobox en amarillo). En el sistema de coordenadas ecuatoriales, las de ascensión recta de estos bordes se encuentran entre 10h 51min 14s y 11h 56min 24s, mientras que las de declinación están entre −6.66° y −25.20°. Su posición en el hemisferio celeste sur significa que toda la constelación es visible para los observadores al sur del paralelo 65° N.

## Conformación

### Estrellas

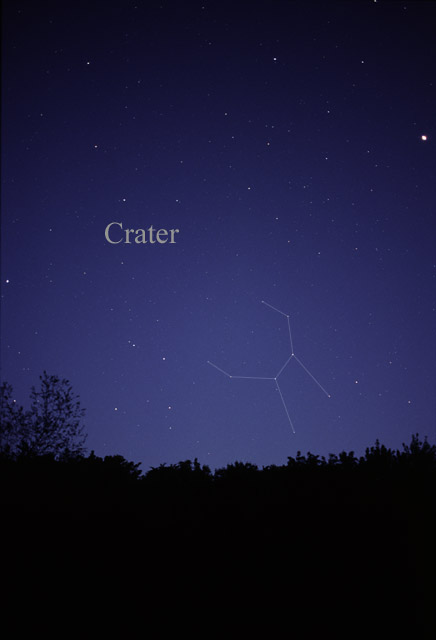
La constelación de Crater observada a simple vista

El cartógrafo alemán Johann Bayer utilizó las letras griegas desde la alfa hasta la lambda para etiquetar las estrellas principales de la constelación. Johann Elert Bode agregó más, aunque solo Psi Crateris permanece en uso. John Flamsteed, en sus denominaciones, le asignó treinta y una estrellas a Crater y al segmento de Hidra inmediatamente debajo y denominó al conjunto resultante constelación de Hydra et Crater. La mayoría de ellas se encuentran en Hidra. Las tres más brillantes, Delta, Alpha y Gamma Crateris, forman un triángulo ubicado cerca de otra estrella igual de brillante, Ni Hydrae, de Hidra. Dentro de los límites de la constelación, hay treinta y tres estrellas que tienen una magnitud aparente de 6.5 o superior.
Delta Crateris es la más brillante en Crater y tiene una magnitud de 3.6. Ubicada a 163 ± 4 años luz de distancia, es una gigante naranja de tipo espectral K0III que es 1.0-1.4 veces más masiva que el Sol. Es una estrella envejecida que se ha enfriado y expandido a 22.44 ± 0.28 veces el radio del Sol y que radia 171.4 ± 9.0 veces la potencia del Sol desde su envoltura exterior a una temperatura efectiva de 4.408 ± 57 K. Alpha Crateris, llamada tradicionalmente Alkes «la copa», es una estrella de color naranja de magnitud 4.1 situada en la base de la figura de la copa que está a 141 ± 2 años luz del Sol. Tiene una masa aproximada de 1.75 ± 0.24 veces la del Sol y un diámetro 13.2 ± 0.55 veces el de este, tras haber agotado su núcleo de hidrógeno y haberse expandido. Brilla sesenta y nueve veces más intensamente que el Sol y tiene una temperatura efectiva de alrededor de 4600 K.
Con una magnitud de 4.5, Beta Crateris es un sistema estelar binario, que consiste en una estrella gigante de color blanco de tipo espectral A1III y una enana blanca de tipo espectral DA1.4, que se hallan a 296 ± 8 años luz del Sol. La enana blanca es mucho más pequeña y no se puede distinguir como objeto separado, ni siquiera con el telescopio espacial Hubble. Gamma Crateris es una estrella doble, que se puede observar incluso con pequeños telescopios para aficionados. La primaria es una estrella blanca de secuencia principal de tipo espectral A7V que tiene aproximadamente 1.81 veces más masa que el Sol, mientras que la secundaria, de magnitud 9.6, tiene el 75 % de la masa solar, y es probable que sea una enana naranja. Las dos tardan al menos 1150 años en orbitarse. El sistema está a 85.6 ± 0.8 años luz de distancia del Sol.
Épsilon y Zeta Crateris marcan el borde de la Copa. Épsilon Crateris es la más grande de la constelación a simple vista; se trata de una estrella gigante de tipo K evolucionada con una clasificación estelar de K5 III. Tiene aproximadamente la misma masa que el Sol, pero se ha expandido hasta alcanzar un radio 44.7 veces mayor. La estrella irradia 391 veces la luminosidad del Sol y está a una distancia de 366 ± 8 años luz de él. Por su parte, Zeta Crateris es un sistema estelar binario, cuya primaria, la componente A, es una estrella gigante evolucionada de magnitud 4.95 con una clasificación estelar de G8 III. Es una estrella roja que está generando energía mediante fusión del helio del núcleo. Zeta Crateris se ha expandido hasta tener un radio equivalente a trece veces el del Sol, y brilla con 157 veces mayor luminosidad. La estrella secundaria —componente B— tiene una magnitud de 7.84. Se ha confirmado que Zeta Crateris forma parte del supercúmulo Sirio, y quizá de la asociación estelar de la Osa Mayor, una colección de estrellas que comparten un movimiento similar por el espacio y pueden haber sido parte del mismo cúmulo abierto en algún momento. El sistema está ubicado a 326 ± 9 años luz del Sol.
Las estrellas variables son objetivos populares para los astrónomos aficionados, cuyas observaciones proporcionan valiosas contribuciones para comprender el comportamiento estelar. R Crateris es una estrella de tonos rojos situada cerca de Alkes, una variable semirregular de tipo SRb y de clasificación espectral M7. Su magnitud oscila entre 9.8 y 11.2 en un período óptico de 160 días. Está a 770 ± 40 años luz de distancia del Sol. TT Crateris es una variable cataclísmica, un sistema binario compuesto por una enana blanca de una masa similar a la del Sol que gira con una enana naranja de tipo espectral K5V de órbita corta. Las dos se orbitan mutuamente cada 6 horas y 26 minutos. La enana blanca atrae materia de su compañera, formando con ella un disco de acrecimiento que arde y estalla periódicamente. Este sistema estelar tiene una magnitud de 15.9 cuando está inactivo y de 12.7 cuando está en ignición. SZ Crateris es una estrella variable del tipo BY Draconis de magnitud 8.5. Es un sistema estelar cercano ubicado a unos 42.9 ± 1.0 años luz del Sol y está englobado en la asociación estelar de la Osa Mayor.
HD 98800, también conocido como TV Crateris, es un sistema estelar cuádruple de entre siete y diez millones de años de edad, formado por dos pares de estrellas en órbita cercana. Un par tiene un disco de residuos de polvo y gas que gira en torno a ambas y que abarca el espacio situado a entre tres y cinco unidades de distancia de las estrellas; se cree que es un disco protoplanetario. DENIS-P J1058.7-1548 es una enana marrón con menos del 5.5 % de la masa del Sol y con una temperatura superficial de entre 1700 y 2000 K, lo suficientemente fría para que se le formen nubes. Las variaciones en su brillo en los espectros visible e infrarrojo sugieren que tiene alguna forma de cubierta de nubes atmosféricas.
HD 96167 es una estrella 1.31 ± 0.09 veces más masiva que el Sol; lo más probable es que haya agotado su núcleo de hidrógeno y haya comenzado a expandirse y enfriarse para transformarse en un subgigante amarillo con un diámetro de 1.86 ± 0.07 veces el del Sol y 3.4 ± 0.2 veces su luminosidad. El análisis de su velocidad radial reveló que tiene un planeta con una masa mínima del 68 % de la de Júpiter, que tarda 498.9 ± 1.0 días en completar una órbita. Esta es muy excéntrica: la separación orbital varía entre 0.38 y 2.22 unidades astronómicas. El sistema estelar está a 279 ± 1 años luz del Sol. HD 98649 es una estrella amarilla de secuencia principal, clasificada como G4V, que tiene la misma masa y diámetro que el Sol, pero tiene solo el 86 % de su luminosidad. En 2012, un método de velocidad radial descubrió un viejo compañero del planeta, (4951+607
−465 días) con una masa al menos 6.8 superior a la de Júpiter. Se calculó que su órbita era muy excéntrica y llegaba a alejarse hasta las 10.6 unidades astronómicas de su estrella y, por lo tanto, debía poderse observar directamente. BD-10°3166 es una estrella de secuencia principal de color naranja metálico de tipo espectral K3.0V, a 268 ± 10 años luz del Sol. Se descubrió que tenía un planeta caliente de tipo Júpiter que tiene una masa mínima del 48 % de la de este y completa una órbita en tan solo 3.49 días. WASP-34 es una estrella similar al Sol de tipo espectral G5V con 1.01 ± 0.07 veces su masa y 0.93 ± 0.12 veces su diámetro. Tiene un planeta con una masa que es 0.59 ± 0.01 veces la de Júpiter que tarda 4.317 días en completar una órbita. El sistema está a 432 ± 3 años luz del Sol. Además también contiene a θ Crateris, una estrella blanco-azulada de magnitud 4,68 y a LHS 2397a, un sistema binario de poca masa, compuesto por una tenue enana roja y una enana marrón.

### Objetos del espacio profundo

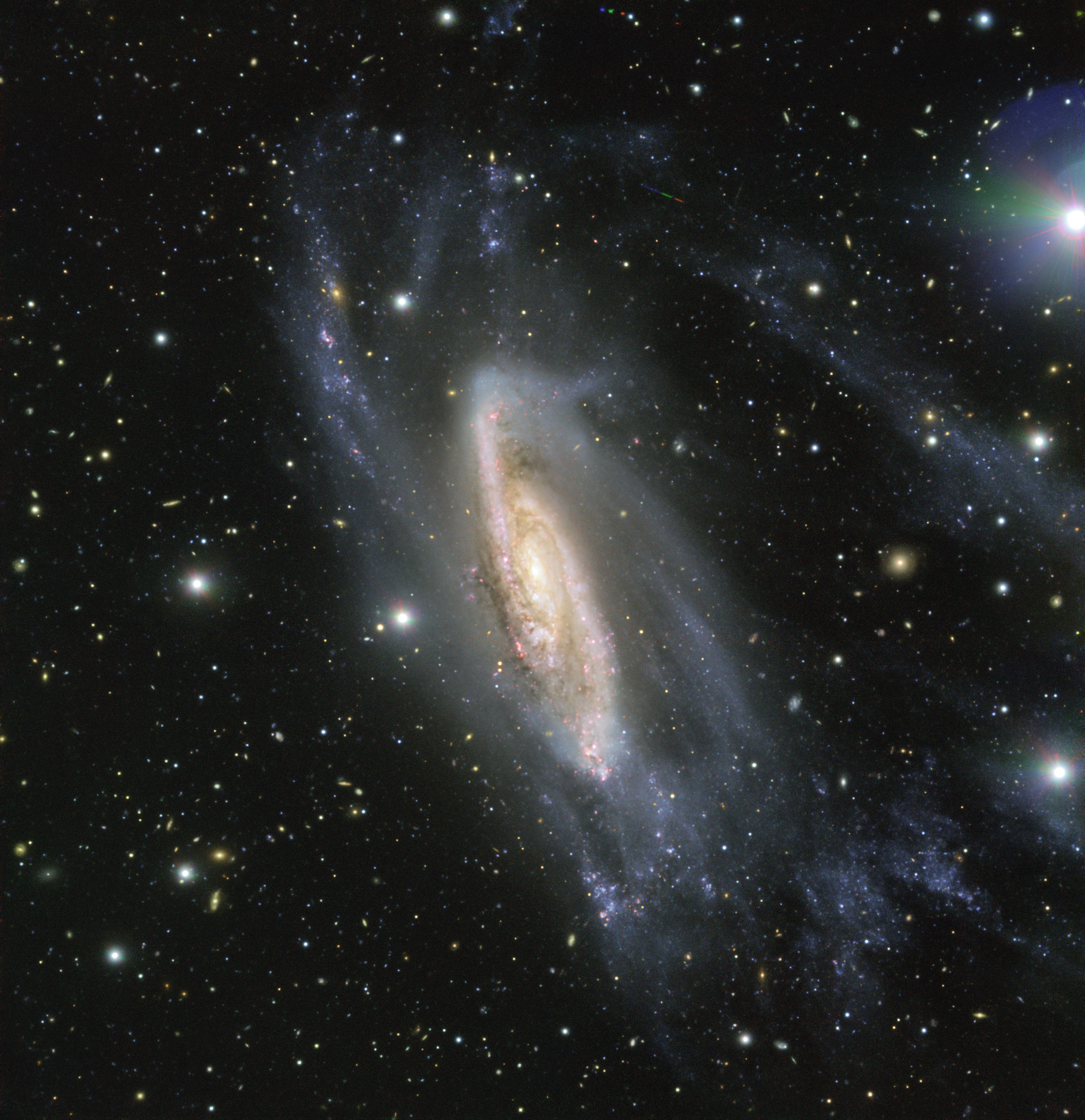
NGC 3981

Dentro de los bordes de la constelación, se encuentran algunas galaxias como también cuásares. La enana de Crater 2 es una galaxia satélite de la Vía Láctea, ubicada aproximadamente a 380 000 años luz del Sol. NGC 3511, de tipo espiral y vista casi de borde, posee una magnitud 11.0 y está ubicada 2° al oeste de Beta Crateris, mientras que NGC 3513, una galaxia espiral barrada, se encuentra a 11' de distancia de esta última. NGC 3981 es una galaxia espiral con dos brazos helicoidales anchos y alterados. Es parte del Grupo NGC 4038 que, junto con NGC 3672 y NGC 3887, conforma un grupo de cuarenta y cinco galaxias conocidas como la Nube de Crater en el Supercúmulo de Virgo.
RX J1131 es un cuásar ubicado a seis mil millones de años luz de distancia del Sol. El giro del agujero negro, ubicado en su centro, fue el primero en ser medido directamente. El GRB 011211 fue un brote de rayos gamma (GRB) detectado el 11 de diciembre de 2001. La ráfaga duró 270 segundos, lo que hizo de ella la más larga jamás detectada por el satélite de astronomía de rayos X BeppoSAX hasta ese momento. GRB 030323 duró 26 segundos y se detectó el 23 de marzo de 2003.

### Lluvia de meteoros
Los Eta Craterids son una débil lluvia de meteoritos que se lleva a cabo entre el 11 y el 22 de enero, con un punto máximo entre el 16 y el 17 de enero.